# Parhippopsicon
Parhippopsicon is een kevergeslacht uit de familie van de boktorren (Cerambycidae). De wetenschappelijke naam van het geslacht werd voor het eerst geldig gepubliceerd in 1942 door Breuning.

## Soorten
Parhippopsicon omvat de volgende soorten:
- Parhippopsicon albicans Breuning, 1942
- Parhippopsicon albosuturale Breuning, 1971
- Parhippopsicon albovittatum Breuning, 1978
- Parhippopsicon clarkei Breuning, 1976
- Parhippopsicon flavicans Breuning, 1970
- Parhippopsicon truncatipenne Breuning, 1960
- Parhippopsicon vittipenne Breuning, 1970